# Zhoř u Jihlavy

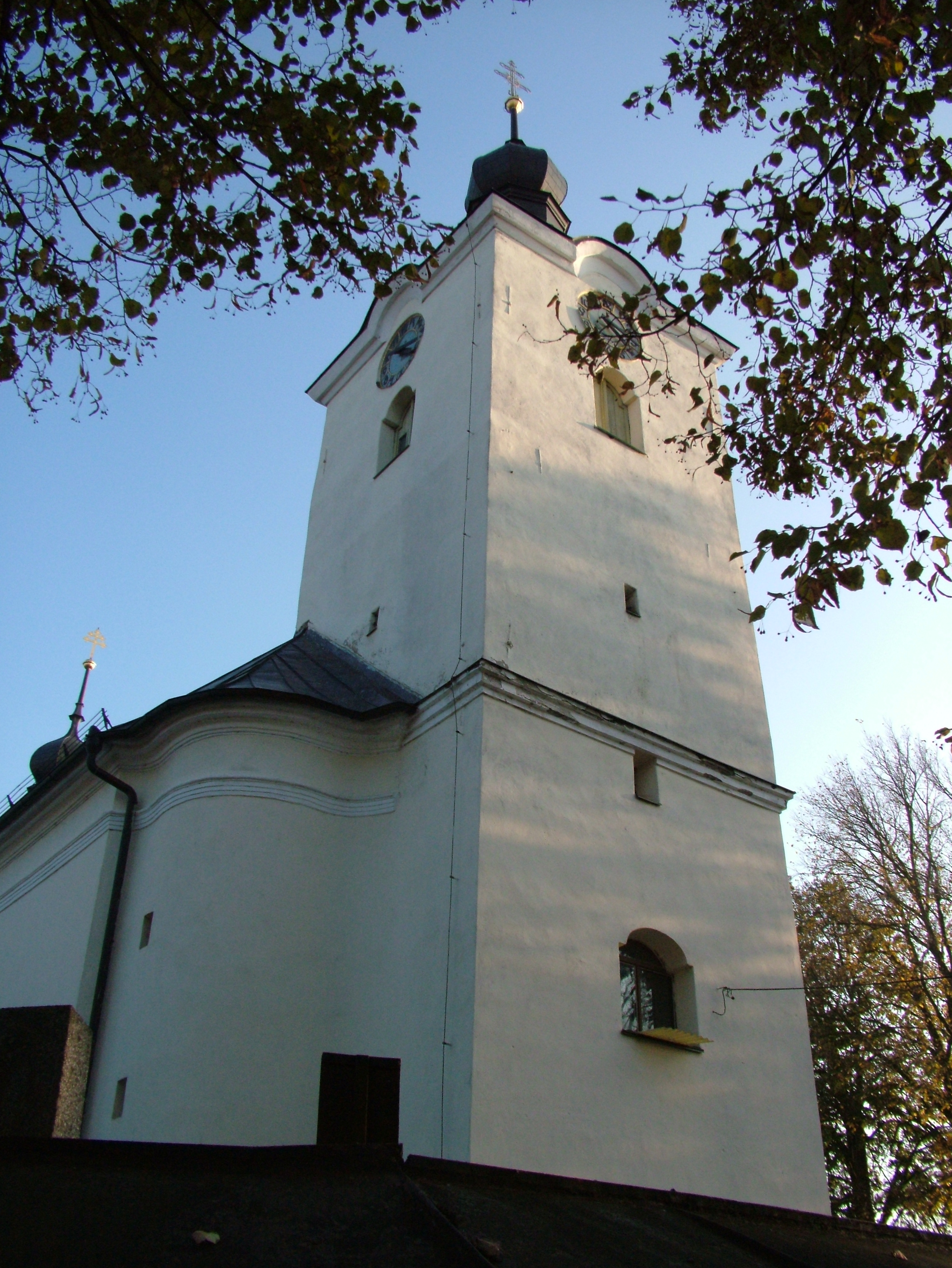
Kirche in Zhoř.

Zhoř (deutsch Shorsch, auch Zhorz) ist eine Gemeinde in Tschechien. Sie liegt sieben Kilometer südöstlich von Polná und gehört zum Okres Jihlava.

## Geographie
Zhoř befindet sich in den Arnolecké hory am Bach Chmelský potok, der südöstlich des Ortes entspringt. Das mährische Dorf liegt einen Kilometer südlich der historischen Landesgrenze zu Böhmen. Nördlich des Dorfes befindet sich der Wald Velký Ochoz. Im Osten erhebt sich der Na Vrchu (617 m), südlich die Kopaniny (602 m) und der Skalek (626 m).
Nachbarorte sind Záborná und Janovice im Norden, Milov und Stáj im Nordosten, Chroustov und Arnolec im Osten, Jersín im Südosten, Nadějov im Süden, Rybné und Jamné im Südwesten, Měšín und Ždírec im Westen sowie Lipina und Dobroutov im Nordwesten.

## Geschichte
Das Dorf entstand wahrscheinlich im Zuge der Kolonisation der mährischen Grenzwälder durch das Kloster Třebíč in der zweiten Hälfte des 13. Jahrhunderts als Brandrodung. Das Waldhufendorf mit Kirche und Pfarre gehörte ursprünglich zu den klösterlichen Gütern, wurde aber später als Mannslehn an weltliche Besitzer weitergegeben. Unweit der Kirche entstand eine kleine Feste, die sich zu einem Adelssitz entwickelte und zu der der obere Teil des Dorfes gehörte. Das Unterdorf verblieb beim Kloster. Die erste schriftliche Erwähnung des Ortes stammt aus dem Jahr 1339, als der Besitzer der Feste, Otto Graf von Magdeburg, das Kirchpatronat beanspruchte und auch erhielt. Im Jahre 1390 prozessierte die Besitzerin der Feste, Susanne von Malý Zhoř, mit der Propstei Měřín wegen des Hofes Pustina. Gegen eine Zahlung von sechs Schock Silber verzichtete sie auf alle Ansprüche an Pustina. Susanne von Malý Zhoř trat 1399 unfreiwillig auch das Kirchpatronat an die Propstei Měřín ab. Unter Rambold XIII. von Collalto wurde Zhoř an die Herrschaft Černá angeschlossen und bildete später einen Teil des Familienfideikommisses der Grafen Collalto.
Nach der Aufhebung der Patrimonialherrschaften bildete Zhoř ab 1850 eine politische Gemeinde im Bezirk Iglau. Ab 1949 gehörte die Gemeinde zum Okres Jihlava-okolí und seit 1961 wieder zum Okres Jihlava. Nördlich des Ortes befindet sich ein Sportflugplatz. Im östlichen Ortsrand liegt die Pferderennbahn Zhoř.

## Gemeindegliederung
Für die Gemeinde Zhoř sind keine Ortsteile ausgewiesen.

## Sehenswürdigkeiten
- Pfarrkirche der hl. Margarethe, die seit 1339 nachweisliche Kirche entstand wahrscheinlich mit der Gründung des Ortes. Ihre mit 1400 datierte Glocke ist eine der ältesten der Gegend.
- Vomela-Kreuz